# Бугаллаль, Сатурнино Альварес
Сатурнино Альварес Бугальяль (исп. Saturnino Álvarez Bugallal; 1834—1885) — испанский журналист и политический деятель.

## Биография
Сатурнино Альварес Бугальяль родился 11 февраля 1834 года в местечке Santa María das Areas в провинции Понтеведра.
Уже студентом обнаруживал выдающиеся способности и красноречие во время устраивавшихся в юридической академии диспутов. Сперва посвятил себя журналистике, написав, ряд политических статей в «Epoca».
Сделавшись с 1859 году членом кортесов, он примкнул к консервативной партии Антонио Кановаса дель Кастильо; участвовал в учредительных кортесах 1869 года, национальном собрании 1873 и реставрационных кортесах 1875 года; кроме того, занимал высокие государственные должности в министерствах Мартинеса де Кампоса и Кановаса.
С 1879 по 1881 год занимал должность министра юстиции Испании.
Сатурнино Альварес Бугальяль умер 30 мая 1885 года в Лиссабоне. Король Альфонсо XIII для увековечения его памяти и заслуг учредил дворянский титул графов де Бугальялей (исп. Condado de Bugallal), который присвоил 2 марта 1896 его вдове Adelaida García y Rodríguez (†1912) с нисходящим потомством.